# Гендерні ролі індіанців Північної Америки

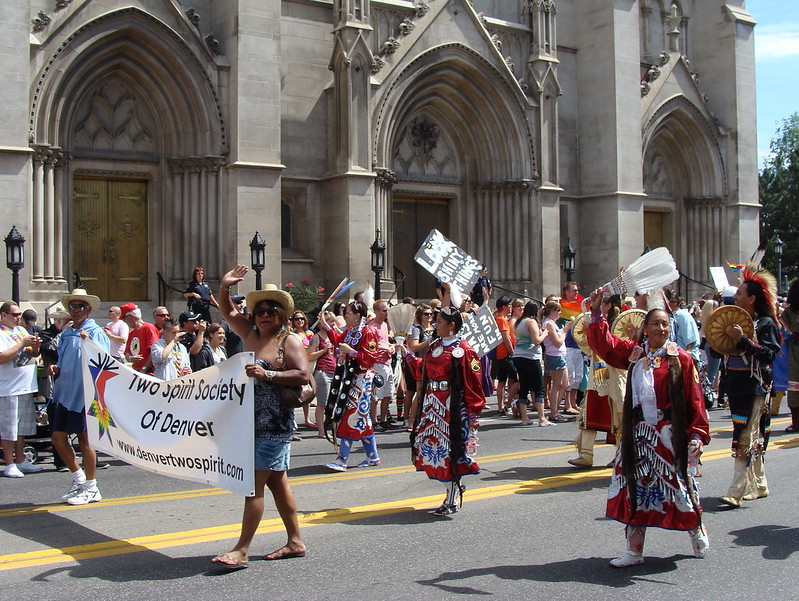
Товариство двох духів Денвера виступає на PrideFest Денвер, 2011

Традиційні гендерні ролі серед корінних американців та народів перших націй, як правило, сильно різняться залежно від регіону та громади. Як і у всіх суспільствах доколумбової епохи, історичні традиції можуть відображати або не відображати сучасні установки. У багатьох громадах ці речі не обговорюються із сторонніми людьми.

## Апачі
Традиційні апачі мають ряд гендерних ролей, проте однакові навички вивчаються як жінками, так і чоловіками. Усі діти традиційно вчаться готувати їжу, вивчати сліди, обробляти шкіру, шити, їздити верхи на конях та користуватися зброєю.

## Східні лісові спільноти
Громади східних лісів широко розрізняються залежно від того, як вони розподіляють працю за ознакою статі. Загалом, як і в землях рівнин, жінки головні в будинку, тоді як робота чоловіків може передбачати більше подорожей. Чоловіки наррагансетт у фермерських громадах традиційно розчищають поля, обробляють врожаї та збирають урожай, тоді як жінки тримають господарюють вдома. Серед делаварів чоловіки та жінки брали участь у сільському господарстві та полюванні відповідно до віку та можливостей, хоча основне керівництво у сільському господарстві традиційно належить жінкам, тоді як чоловіки, як правило, несли більшу відповідальність у галузі полювання. Незалежно від того, як вони тримали їжу, полювання, риболовлю чи землеробство, жінки старшого віку з ленапе несуть відповідальність за її розподіл в громадах. Управління землею, незалежно від того, використовується воно для полювання чи сільського господарства, також є традиційним обов’язком жінок з ленапе.
Історично склалося так, що низка соціальних норм у громадах Східних Лісів демонструє баланс сил між жінками та чоловіками. Хоча батьки зазвичай також мають великий вплив на молодь, юнаки та юначки традиційно мають останнє слово щодо того, з ким вони в кінцевому підсумку одружаться.

## Хопі
Хопі (на території нинішньої резервації Хопі на північному сході Арізони ) традиційно є і матріархальними, і матрілінеальними, мають рівноправні ролі в спільноті і не відчувають переваги чи неповноцінності на основі статі чи гендеру. Як жінки, так і чоловіки традиційно брали участь у політиці та управлінні громадами, хоча колонізація принесла патріархальний вплив, що спричинив зміни в традиційних структурах та понизив статус жінок. Однак навіть з урахуванням цих змін матрилінійні структури все ще залишаються, поряд із центральною роллю матерів та бабусь у сім'ї, домогосподарстві та клановій структурі.

## Хауденосані
Хауденосауні - це матріархальне суспільство. Традиційно Мати клану мала остаточну владу над усіма рішеннями, хоча її конкретна роль змінювалась. У цій структурі чоловіки, які перебувають під нею, є начальниками, які працюють насамперед у дипломатичній якості. Традиція стверджує, що вона має право накласти вето на будь-яку ідею, запропоновану її вождями, і що традиції іменування і передачі політичної влади є супутніми.

## Калапуя

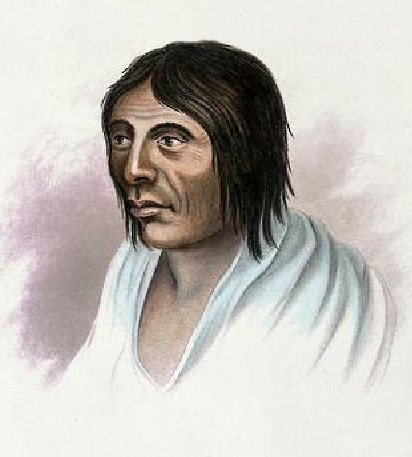
Калапуєць сьогоднішньої долини Вілламет, штат Орегон, США; близько 1840 року, Альфред Томас Агат

Калапуя мали патріархальне суспільство, що складалося зі спільнот або сіл, якими у соціальному та політичному житті зазвичай керували  лідер або група лідерів. Первинним лідером, як правило, була найбільш заможна особа. Хоча жінки-лідери справді існували, частіше жінка отримувала статус духовного керівництва. Спільноти калапуї, як правило, складалися з розширених сімей споріднених чоловіків, їхніх дружин та дітей. Церемоніальними лідерами могли бути чоловіки чи жінки, а духовна сила розглядалася як цінніша за матеріальне багатство. Часто такі духовні лідери часто були впливовішими, ніж політичні лідери. 
Чоловіки калапуї зазвичай полювали, доки жінки та маленькі діти збирали їжу та влаштовували табори. Оскільки переважна частина дієти калапуянців складалася здебільшого із зібраної їжі, жінки забезпечували більшу частину харчування. Жінки також відповідали за приготування, збереження та зберігання хорчів. Їжа, на яку полювали люди, зазвичай складалася з оленів і лосів, риби з річок долини Вілламет, включаючи лосося та вугра. Зібрані рослини включали вапато, насіння смородини, фундук і особливо камаса. З цибулини камаса жінки готували схожий на пиріг хліб. Ця їжа вважалася цінною.
Жінки були залучені до життя громади та висловлювали свої індивідуальні думки. Коли чоловік хотів одружитися з жінкою, він повинен був заплатити ціну нареченої її батькові. Якщо чоловік кохався або зґвалтував дружину іншого чоловіка, він повинен був заплатити чоловікові ціну нареченої. Якби він цього не зробив, його б порізали на руці або обличчі. Якщо чоловік міг заплатити ціну, він міг взяти жінку за свою дружину.

Є посилання на гендерні варіанти людей, які приймаються в культурі калапуя. Калапуйського шамана на ім'я Кумксін, згадує Джон Б. Хадсон в інтерв'ю з калапуйя текстів:
Після прибуття європейців у долину Вілламет і створення резервації Гранд Ронде та шкіл-інтернатів, таких як індіанська школа Чемава, дітей з народу калапуя навчили типових гендерних ролей європейців.

## Інуїти

### Арвілінг'юарміути
Арвілінг'юарміути, також відомі як нетсіліки, - це інуїтська громада Канади, яка слідує традиціям кіпіджуітуки. Кіпіджуітуки належатьдо випадків, коли немовлята, переважно біологічно чоловічі, виховуються як жінки. Часто рішення про те, щоб немовля стало Кіпіджуітуком, залишається за бабусею та дідусем на основі реакцій немовляти в утробі матері. Пізніше діти продовжували обирати собі стать у свої роки статевого дозрівання, коли вони пройшли обряд, який включав полювання на тварин.

### Аранутіки
Аранутік - рідкісна категорія серед інуїтських спільнот в Чугачі, що на Алясці, яка не відповідає категоріям чоловічої та жіночої статі. Вираз статі нестабільний, і діти, як правило, одягаються у поєднання як чоловічого, так і жіночого одягу. Новонароджених не розглядають як нових людей, а скоріше як тарніну або інузію, що стосується їхньої душі, особистості, відтінку і називають на честь старшого померлого родича як спосіб перевтілення, оскільки відносини між дитиною та іншими буде відповідати попереднім стосункам з померлим померлого. 

## Навахо
Третя гендерна роль надліхі (що означає "перетворений" або "зміннений"), що виходить за межі сучасних англо-американських визначень статі, є частиною суспільства спільноти навахо, культурною роллю "дводуховий". Прикладом є відомий художник навахо ХІХ століття Хостін Кла (1849–1896).

## Нез Персе
Протягом раннього колоніального періоду громади Нез Персе, як правило, мали певні гендерні ролі. Чоловіки несли відповідальність за виробництво знарядь, що використовується для полювання, риболовлі та охорони своїх громад, а також за виконання цієї діяльності. Чоловіки складали керівні органи сіл, які складалися з ради та старости.
Жінки Нез Персе на початку контакту відповідали за утримання домашнього господарства, що включало виробництво утилітарних інструментів для дому. У громаді за врожай лікарських рослин, завдяки їх знанням галузі, відповідали жінки. Їжу збирали як жінки, так і діти. Жінки також регулярно брали участь у політиці, але через свої обов'язки перед сім'ями та збір медикаментів вони не обіймали посади. Критичні знання щодо культури та традицій передавали всі старійшини громади.

## Оджибве
Історично склалося так, що більшість культур Оджибве вважають, що чоловіки та жінки зазвичай підходять для виконання певних завдань. Полювання, як правило, є чоловічим завданням, і бенкети з першим вбивством проводяться на честь для мисливців  Збір дикорослих рослин частіше є жіночим заняттям; однак ці завдання часто збігалися, коли чоловіки та жінки працювали над одним проектом, але з різними обов'язками. Незважаючи на те, що саме полювання частіше є чоловічим завданням, жінки також беруть участь у будівництві будиночків, переробці шкір в одяг та сушінні м'яса. У сучасній культурі оджибве всі члени громади беруть участь у цій роботі, незалежно від статі.
Дикий рис (оджибве: manoomin) збирається всіма членами спільноти, хоча часто жінки будуть скидати рисові зерна в човен, а чоловіки гребти і керувати ним в очеретах. Для жінок Оджибве урожай дикого рису може бути особливо значним, оскільки традиційно це шанс показати свою автономію.
Доки Оджибве продовжує збирати дикий рис на каное, чоловіки та жінки наразі по черзі скидають рисові зерна.
Як чоловіки, так і жінки Оджибве створюють вишивку бісером та музику, підтримують традиції розповіді та традиційну медицину. Щодо одягу, жінки оджибве історично носили приховані сукні з легінсами та мокасинами, тоді як чоловіки носили легінси та набедренник. Після того, як торгівля з європейськими поселенцями почастішала, Оджибве почали застосовувати європейські зразки одягу.

## Сіу
Народи лакота, дакота та накота, крім інших людей, що говорять на сіуанських мовах, таких як омаха, осаджа та понка, є патріархальними (патрілінійними) і мали чітко визначені гендерні ролі. У таких племенах спадкове керівництво проходило по чоловічій лінії, тоді як діти вважаються належними батькові та його клану. Якщо жінка виходить заміж поза племенем, вона більше не вважається його частиною, і її діти поділять етнічну приналежність та культуру свого батька. У ХІХ столітті чоловіки зазвичай збирали дикий рис, тоді як жінки збирали все інше зерно (серед дакоти чи санті). Вінкте - це соціальна категорія в культурі лакоти, коли чоловіки приймають ті одяг, роботу та манери, які культура лакоти зазвичай вважає жіночими. Зазвичай вінкте є гомосексуалами, а іноді це слово також використовується для геїв, які ніяк не відрізняються від ґендеру.